# Арчовая чечевица
Арчовая чечевица, или малая розовая чечевица (лат. Carpodacus rhodochlamys), — вид воробьиных птиц из семейства вьюрковых (Fringillidae). Ранее считалась подвидом розовой чечевицы.

## Поведение
Кормятся ягодами, почками, семенами растений, завязями деревьев. Птенцов взрослые кормят семенами и насекомыми.

## Ареал
Афганистан, Китай, Индия, Казахстан, Монголия, Пакистан, Россия и Таджикистан. Местообитания — умеренные леса и бореальные кустарники. Гнездится на елях и арче. Населяет летом высокогорные биотопы.
МСОП присвоил виду охранный статус «Вызывающие наименьшие опасения» (LC), так как его ареал весьма обширен и причин для беспокойства за будущее птицы нет.